# Pwani (Tanzania)
Pwani er en af Tanzanias 26 administrative regioner. Regionhovedstaden er Kibaha. Pwani grænser til det Indiske Ocean og Dar-es-Salaam i øst, Lindi i syd, Morogoro i vest og Tanga i nord. Regionen har anslået 1.038.653 indbyggere (2009) og et areal på 32.407 km². Mafiaøen, en af de tre store øer ud for Tanzanias kyst, hører til regionen.
Pwani består af seks distrikter: Bagamoyo, Kibaha, Kisarawe, Rufiji, Mkuranga og Mafia (Mafiaøya).

## Eksterne kilder og henvisninger
1. ↑   Statoids, Regions of Tanzania

7°00′S 39°00′Ø / 7.000°S 39.000°Ø